# 1871 au Canada
Pour un article plus général, voir Chronologie du Canada.
Cet article traite des événements qui se sont produits durant l'année 1871 au Canada.

## Événements

### Politique

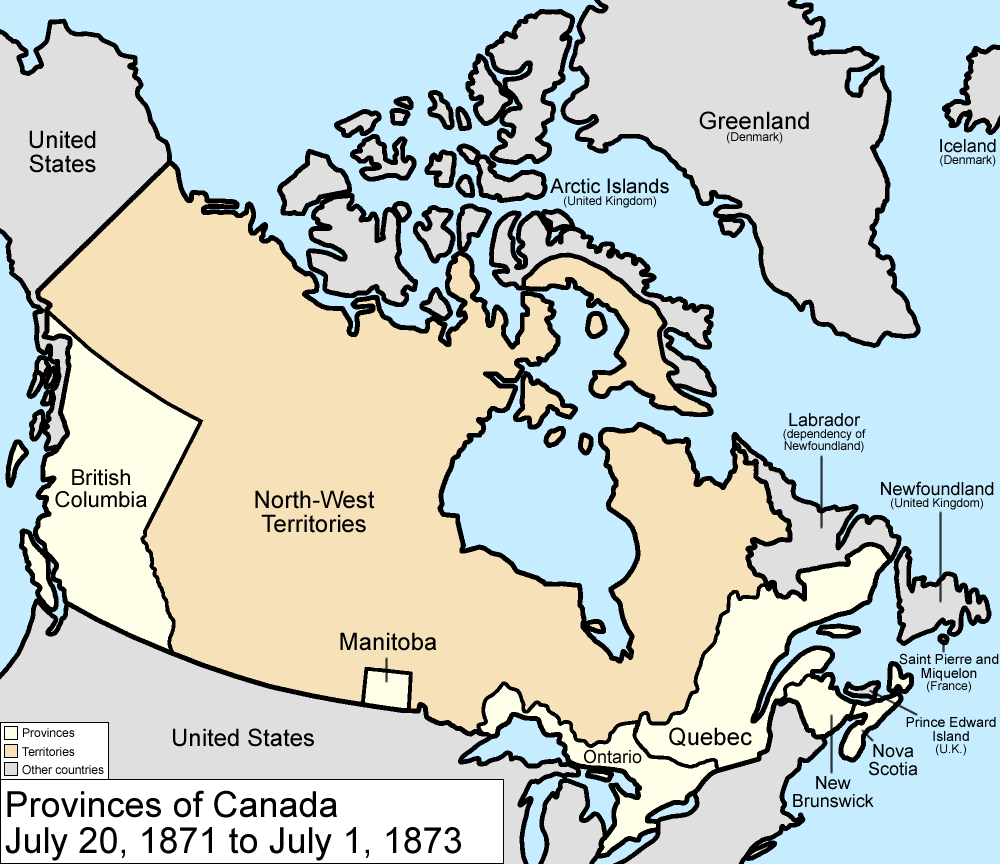
Les provinces du Canada (1871-1873)

- 5 mars : le Nouveau-Brunswick adopte une réforme scolaire à laquelle s'opposent les catholiques. La Question des écoles du Nouveau-Brunswick sera la source de beaucoup de troubles.
- 21 mars : élection générale ontarienne de 1871. Le parti libéral de l'Ontario dirigé par Edward Blake remporte cette élection.

- 6 juillet : élection générale québécoise de 1871. Les conservateurs de Pierre-Joseph-Olivier Chauveau obtiennent un gouvernement majoritaire.
- 20 juillet : la Colombie-Britannique adhère à la Confédération canadienne.

- 3 août : signature du Traité numéro 1 entre la reine et les tribus Chippewa et Cris du Manitoba.
- 21 août : signature du Traité numéro 2 entre la reine et les Ojibwés de l'ouest du Manitoba et de la Saskatchewan.

- 13 novembre : John Foster McCreight devient premier ministre de Colombie-Britannique.

- 14 décembre : Marc-Amable Girard devient le premier franco-manitobain à être premier ministre du Manitoba.
- Traité de Washington entre les États-Unis, l'empire britannique et le Dominion du Canada.

### Justice
- Juillet : en Ontario, Phoebe Campbell (en) assassine son mari à la hache. Elle est jugée et pendue l'année suivante.

### Sport
- Premier club de baseball à Montréal[1].

### Économie
- 2 avril : publication du recensement au Canada : 3,690 millions d'habitants dont 2,110 millions Britanniques d'origine et 1,083 million d'origine française. Recensement canadien de 1871
- La création d’un chemin de fer transcontinental est la condition expresse de l’entrée de la Colombie-Britannique dans la Confédération.

### Culture
- 1er juillet : inauguration de la bibliothèque du Parlement à Ottawa.
- 11 novembre : fondation de la Tribune de la presse du Parlement de Québec.
- Livre Le Canada sous l'Union de Louis-Philippe Turcotte.

### Religion
- 22 septembre : 
  - Le diocèse de Saint-Boniface devient l'Archidiocèse de Saint-Boniface au Manitoba et Alexandre-Antonin Taché en est l'archevêque.
  - Érection du diocèse de Saint-Albert avec comme premier évêque Vital-Justin Grandin. Ce diocèse fut plus tard l'Archidiocèse d'Edmonton.

## Naissances
- 30 janvier : Wilfred Lucas, acteur.
- 18 février : Albert Laberge, auteur.
- 14 mai : Walter Stanley Monroe, Premier ministre de Terre-Neuve.
- 16 juillet : George Stewart Henry, Premier ministre de l'Ontario.
- 25 juillet : Richard Turner, héros de la guerre des Boers.
- 9 septembre : Hugh Robson, homme politique manitobain.
- 21 octobre : Charles Gill, poète.
- 31 octobre : Alexander Stirling MacMillan, Premier ministre de Nouvelle-Écosse.
- 2 décembre : Stanislas Blanchard, homme politique de l'Île-du-Prince-Édouard.
- 13 décembre : Emily Carr, née en Colombie-Britannique, peintre canadienne.
- Elzéar Hamel, comédien et humoriste.

## Décès
- 29 janvier : Philippe Aubert de Gaspé, seigneur et écrivain.
- 31 janvier : John Ross (homme politique), homme politique.
- 20 février : Paul Kane, artiste peintre.
- 28 juillet : Modeste Demers, missionnaire et évêque de l'ile de Vancouver.
- 23 septembre : Louis-Joseph Papineau, chef du parti patriote lors de la rébellion de 1837.